# Sumbas kommun
Sumbas kommun (färöiska: Sumbiar kommuna) är en kommun på Färöarna, belägen på ön Suðuroys sydspets. Det är Färöarnas sydligaste kommun och omfattar, förutom centralorten Sumba, även orterna Akraberg, Akrar, Lopra och Víkarbyrgi. Kommunen hade vid folkräkningen 2015 totalt 343 invånare.

## Befolkningsutveckling
| Befolkningsutvecklingen i Sumbas kommun 1985–2015 | Befolkningsutvecklingen i Sumbas kommun 1985–2015 | Befolkningsutvecklingen i Sumbas kommun 1985–2015 | Befolkningsutvecklingen i Sumbas kommun 1985–2015 | Befolkningsutvecklingen i Sumbas kommun 1985–2015 |
| ------------------------------------------------- | ------------------------------------------------- | ------------------------------------------------- | ------------------------------------------------- | ------------------------------------------------- |
|                                                   |                                                   |                                                   |                                                   |                                                   |
| År                                                |                                                   |                                                   | Folkmängd                                         |                                                   |
| 1985                                              | 1985                                              |                                                   | 534                                               |                                                   |
| 1990                                              | 1990                                              |                                                   | 521                                               |                                                   |
| 1995                                              | 1995                                              |                                                   | 424                                               |                                                   |
| 2000                                              | 2000                                              |                                                   | 407                                               |                                                   |
| 2005                                              | 2005                                              |                                                   | 379                                               |                                                   |
| 2010                                              | 2010                                              |                                                   | 369                                               |                                                   |
| 2015                                              | 2015                                              |                                                   | 343                                               |                                                   |
|                                                   |                                                   |                                                   |                                                   |                                                   |